# دوبيرلي (لويزيانا)
دوبيرلي (بالإنجليزية: Dubberly village, Louisiana)‏ هي قرية تقع بولاية لويزيانا في الولايات المتحدة. تبلغ مساحتها 10.22 كم2، وترتفع عن سطح البحر 75.8952 م، بلغ عدد سكانها 273 نسمة في عام 2010 حسب إحصاء مكتب تعداد الولايات المتحدة وتصل الكثافة السكانية فيها 26.7 نسمة لكل كيلومتر مربع (69.2/ميل2).

## التركيبة السكانية
حدّد مكتب تعداد الولايات المتحدة بيانات التركيبة السكانية لدوبيرلي في تعداد الولايات المتحدة. في ما يلي، التركيبة السكانية حسب تعدادي 2000 و2010.

### تعداد عام 2000
بلغ عدد سكان دوبيرلي 290 نسمة بحسب تعداد عام 2000، وبلغ عدد الأسر 120 أسرة وعدد العائلات 91 عائلة مقيمة في القرية. في حين سجلت الكثافة السكانية 28.4 نسمة لكل كيلومتر مربع (73.6/ميل2). وبلغ عدد الوحدات السكنية 143 وحدة بمتوسط كثافة قدره 14 لكل كيلومتر مربع (36.3/ميل2).
وتوزع التركيب العرقي للقرية بنسبة 88.97% من البيض و10% من الأمريكيين الأفارقة و0.34% من الأمريكيين الأصليين و0.69% من عرقين مختلطين أو أكثر و2.41% من الهسبانيون أو اللاتينيون من أي عرق.
بلغ عدد الأسر 120 أسرة كانت نسبة 28.3% منها لديها أطفال تحت سن الثامنة عشر تعيش معهم، وبلغت نسبة الأزواج القاطنين مع بعضهم البعض 67.5% من أصل المجموع الكلي للأسر، ونسبة 7.5% من الأسر كان لديها معيلات من الإناث دون وجود شريك، بينما كانت نسبة 0.8% من الأسر لديها معيلون من الذكور دون وجود شريكة وكانت نسبة 24.2% من غير العائلات. تألفت نسبة 23.3% من أصل جميع الأسر من عدة أفراد يعيشون في نفس المنزل ونسبة 12.5% كانت تتألف من شخص يعيش بمفرده يبلغ من العمر 65 عاماً أو أكثر. وبلغ متوسط حجم الأسرة المعيشية 2.42، أما متوسط حجم العائلات فبلغ 2.86.
بلغ العمر الوسطي للسكان 42.8 عاماً. وكانت نسبة 20.3% من القاطنين تحت سن الثامنة عشر، وكانت نسبة 9% بين الثامنة عشر والرابعة والعشرين عاماً، ونسبة 23.1% كانت واقعةً في الفئة العمرية ما بين الخامسة والعشرين والرابعة والأربعين عاماً، ونسبة 31.4% كانت ما بين الخامسة والأربعين والرابعة والستين، ونسبة 16.2% كانت ضمن فئة الخامسة والستين عاماً فما فوق. يوجد لكل 100 أنثى 90.8 ذكر، ويوجد لكل 100 أنثى في الثامنة عشر من عمرها فما فوق 87.8 ذكر.
بلغ متوسط دخل الأسرة في القرية 40,417 دولارًا، أما متوسط دخل العائلة فبلغ 48,000 دولارًا. وكان متوسط دخل الذكور 26,985 دولارًا مقابل 30,333 دولارًا للإناث. وسجل دخل الفرد الخاص بالقرية 18,284 دولارًا. وكانت نسبة 4.4% من العائلات ونسبة 8.4% من السكان تحت خط الفقر، وكان من هؤلاء نسبة 5.9% تحت سن الثامنة عشر ونسبة 18% في الخامسة والستين من العمر وما فوق.

### تعداد عام 2010
بلغ عدد سكان دوبيرلي 273 نسمة بحسب تعداد عام 2010، وبلغ عدد الأسر 109 أسرة وعدد العائلات 76 عائلة مقيمة في القرية. في حين سجلت الكثافة السكانية 26.7 نسمة لكل كيلومتر مربع (69.2/ميل2). وبلغ عدد الوحدات السكنية 121 وحدة بمتوسط كثافة قدره 11.8 لكل كيلومتر مربع (30.6/ميل2).
وتوزع التركيب العرقي للقرية بنسبة 90.84% من البيض و8.42% من الأمريكيين الأفارقة و0.73% من الأعراق الأخرى و1.83% من الهسبانيون أو اللاتينيون من أي عرق.
بلغ عدد الأسر 109 أسرة كانت نسبة 35.8% منها لديها أطفال تحت سن الثامنة عشر تعيش معهم، وبلغت نسبة الأزواج القاطنين مع بعضهم البعض 56.9% من أصل المجموع الكلي للأسر، ونسبة 11% من الأسر كان لديها معيلات من الإناث دون وجود شريك، بينما كانت نسبة 1.8% من الأسر لديها معيلون من الذكور دون وجود شريكة وكانت نسبة 30.3% من غير العائلات. تألفت نسبة 25.7% من أصل جميع الأسر من عدة أفراد يعيشون في نفس المنزل ونسبة 7.3% كانت تتألف من شخص يعيش بمفرده يبلغ من العمر 65 عاماً أو أكثر. وبلغ متوسط حجم الأسرة المعيشية 2.50، أما متوسط حجم العائلات فبلغ 3.05.
بلغ العمر الوسطي للسكان 38.9 عاماً. وكانت نسبة 24.5% من القاطنين تحت سن الثامنة عشر، وكانت نسبة 6.2% بين الثامنة عشر والرابعة والعشرين عاماً، ونسبة 28.9% كانت واقعةً في الفئة العمرية ما بين الخامسة والعشرين والرابعة والأربعين عاماً، ونسبة 27.1% كانت ما بين الخامسة والأربعين والرابعة والستين، ونسبة 13.2% كانت ضمن فئة الخامسة والستين عاماً فما فوق. وتوزع التركيب الجنسي للسكان بنسبة 48% ذكور و52% إناث.